# Соло-гітара
Соло-гітара (англ. Solo guitar або англ. Lead guitar) — гітара, роль якої в колективі — створювати (грати) так звані мелодичні лінії, подібні голосу. Соло-гітара використовується у декількох напрямках. Перший — обігравати основну мелодію (куплети, рифи), роблячи гру мелодійнішою і красивішою. Другий — грати основну мелодію для підсилення жорсткості і експресивності виконання (часто використовується в метал-музиці). Третій — виконувати соло-партії, що є логічними продовженнями пісні. Найчастіше виконується після 2-го приспіву, перед 3-ім заспівом (зазвичай таке соло найтриваліше у всій композиції), іноді соло-партії заповнюють проміжки між усіма куплетами, ставляться на початку, створюючи певний нахил до мелодії. Термін має значення лише в ситуації, коли в колективі присутні більше однієї гітари, крім бас-гітари. Завдяки соло-гітарі пісня виходить більш виразною.

## Відомі соло-гітаристи
| - Дуейн Оллмен з гурту The Allman Brothers Band - Річі Блекмор з гурту Deep Purple та Rainbow - Ерік Клептон з гурту Cream та The Yardbirds - Даймбег Даррелл з гурту Pantera та Damageplans - Ейс Фрейлі з гурту Kiss - Джон Фрусчанте з гурту Red Hot Chili Peppers - Ноел Ґаллагер з гурту Oasis - Джеррі Гарсія з гурту Grateful Dead - Джонні Ґрінвуд з гурту Radiohead - Девід Гілмор з гурту Pink Floyd - Кірк Хаммет з гурту Metallica - Джефф Ханнеман і Керрі Кінг з гурту Slayer - Джордж Гаррісон з гурту The Beatles - Джимі Хендрікс з гурту The Jimi Hendrix Experience - Тоні Айоммі з гурту Black Sabbath - Джорма Коуконен з гурту Jefferson Airplane та Hot Tuna - Алекс Лайфсон з гурту Rush - Ріхард Круспе з гурту Rammstein та Emigrate | Мік Марс з гурту Mötley Crüe Інгві Мальмстін Браян Мей з гурту Queen Том Морелло з гурту Rage Against the Machine та Audioslave Джиммі Пейдж з гурту Led Zeppelin Джо Перрі з гурту Aerosmith Джон Петруччі з гурту Dream Theater Ренді Роадс і Зак Вайлд з гурту Оззі Осборн Річі Самбора з гурту Bon Jovi Слеш з гурту Guns N' Roses та Velvet Revolver Гленн Тіптон і Кеннет Даунінг з гурту Judas Priest Піт Тауншенд з гурту The Who Стіві Рей Вон з гурту Стіві Рей Вон Джо Сатріані з гурту Chickenfoot Едвард Ван Гален з гурту Van Halen Стів Вей з гурту David Lee Roth, Whitesnake Ангус Янг з гурту AC/DC Сью з гурту Galneryus Патрік Соуза |